# Reinhard von der Thannen
Reinhard von der Thannen (* 1957 in Vorarlberg) ist ein österreichischer Bühnen- und Kostümbildner sowie Theaterregisseur.

## Leben
Von der Thannen entstammt einer alten Vorarlberger Familie. Er studierte in Wien bei Erich Wonder. Bereits während des Studiums war er am Schauspielhaus Hamburg, an den Opernhäusern von Frankfurt und Köln sowie am Residenztheater München mit ersten eigenen Arbeiten tätig. 
1987 bis 1992 wirkte er an der Freien Volksbühne Berlin (Intendant: Hans Neuenfels). Außerdem gastierte er zugleich u. a. an der Opéra de Paris, am Thalia Theater, dem Hamburger Schauspielhaus und an der Staatsoper Hamburg, am Theater Basel, am Schauspiel- und am Opernhaus Zürich, am Wiener Burgtheater, dem Düsseldorfer Schauspielhaus, in Mainz, Darmstadt und Stuttgart, am Schillertheater und an der Deutschen Oper Berlin, der Königlichen Oper Stockholm, dem Musiktheater Malmö, dem Aaltotheater Essen, bei den Wiener Festwochen, an der Wiener Staatsoper bei den Bayreuther Festspielen und bei den Salzburger Festspielen.
Bei Antonio Salieris Catilina führte Reinhard von der Thannen in der eigenen Ausstattung am Staatstheater Darmstadt 1994 erstmals Regie, in einer Produktion, die zugleich die Uraufführung des Werks war. Seine Kostüme für Aristophanes’ Die Frösche und Else Lasker-Schülers Ich + Ich erhielten den Berliner Kritikerpreis für die herausragendste Ausstattung und wurden vom Berlin Museum gekauft.
Mehrmals wurde von der Thannen von der Zeitschrift Opernwelt zum „Kostümbildner des Jahres“ gewählt. Am Opernhaus Zürich schuf er die Kostüme für Eugen Onegin und die Ausstattungen für Manon Lescaut und Andrea Chénier.
Seit 2006 ist er, als Nachfolger von Dirk von Bodisco, Professor für Kostümdesign an der Hochschule für Angewandte Wissenschaften Hamburg. Seit 1986 ist er mit Birgit von der Thannen verheiratet, die mit ihrem Mann als Regisseur auch als Dramaturgin zusammenarbeitet.